# タミ様のお告げ
『タミ様のお告げ』（たみさまのおつげ）は、TBS系列で2025年3月24日から放送されているバラエティ番組である。

## 概要
前番組に出演していた中居正広自身の不祥事、およびそれに伴う降板を理由に2024年12月9日から長らく放送休止されていた、『THE MC3』を大幅リニューアルする形でスタート。
番組コンセプトは"日本一「余計なお世話」バラエティ"であるが、これは前身番組『THE MC3』から引き継がれたものとなっている。通常の開始時刻は21:00ではあるが現時点で2025年6月23日の放送回を除きフライングスタートの構成となっており、通常の開始時刻での放送は行われていなかった（『THEMC3』時代はいずれの回もフライングスタートで通常の開始時刻でのスタートは1度もなかった）。

## 出演者
MC
- 東野幸治
- ヒロミ

アシスタント
- 田村真子（TBSアナウンサー）

## 放送リスト

### 2025年
| 回 | 放送日   | 企画 | スペシャルゲスト | スタジオゲスト | ロケゲスト | インタビューゲスト              | 進行                      | 備考                     |
| -- | -------- | --- | ---------------- | --- | --- | ------------------------------- | ------------------------- | ------------------------ |
| 1  | 03月24日 | タミ様1000人に聞いた! 余計なお世話ランキング! これならランクイン タミ様の気持ちわかるはずランキング!                                                                                |                  | あの 小木博明（おぎやはぎ） 野々村友紀子 藤本美貴 松田元太（Travis Japan）                                                                              | |                                 |                           | 5分拡大（20:55 - 22:00） |
| 2  | 04月14日 | 衝撃を受けた最強女性アイドルランキング Z世代が思う一発アウトなおじさん行動トップ10                                                                                                  |                  | 伊藤英明 小木博明（おぎやはぎ） 後藤真希 田中樹（SixTONES） 塚地武雅（ドランクドラゴン） 野々村友紀子 長谷川雅紀（錦鯉） 間宮祥太朗 山之内すず 若槻千夏 | | 及川光博 上白石萌歌             |                           | 5分拡大（20:55 - 22:00） |
| 3  | 04月21日 | 岐阜県出身芸能人ランキング 埼玉県出身芸能人ランキング 演技力がスゴイ芸人ランキング                                                                                                  |                  | 伊藤英明 小木博明（おぎやはぎ） 後藤真希 田中樹（SixTONES） 塚地武雅（ドランクドラゴン） 野々村友紀子 長谷川雅紀（錦鯉） 間宮祥太朗 山之内すず 若槻千夏 | | 木村多江 長尾謙杜（なにわ男子） |                           | 5分拡大（20:55 - 22:00） |
| 4  | 04月28日 | 衝撃を受けたスポーツ名場面は? 突然モノマネを振られたら国民は何をする? 国民の気になる平均値を大調査                                                                                  | 叶姉妹           | 小木博明（おぎやはぎ） 田村淳（ロンドンブーツ1号2号） なかやまきんに君 野々村友紀子 野呂佳代 バカリズム ヒコロヒー                                      | |                                 | 平子祐希（アルコ&ピース） | 2時間SP（20:55 - 22:57） |
| 5  | 05月12日 | タミ様からの挑戦状 好きなギャグランキング |                  | 小木博明（おぎやはぎ） 津田篤宏（ダイアン） 野々村友紀子 真木よう子 丸山隆平（SUPER EIGHT）                                                             | |                                 |                           | 5分拡大（20:55 - 22:00） |
| 6  | 05月19日 | 禁断検証! 東西で味の違う「どん兵衛」 タミ様が本当に好きなのはどっち? エレベーター内の芸能人を隠し撮り検証! ボタンを押しまくるせっかちNo.1は誰だ? 突然モノマネで歌って! と言われたら |                  | アンミカ 石原良純 猪狩蒼弥（KEY TO LIT) 小木博明（おぎやはぎ） 野々村友紀子 野呂佳代 小杉竜一（ブラックマヨネーズ）                                     | |                                 | 平子祐希（アルコ&ピース） | 5分拡大（20:55 - 22:00） |
| 7  | 06月16日 | 焼肉きんぐ社員も知らない 最高においしい食べ方ランキング プレッシャーテレフォン |                  | 小木博明（おぎやはぎ） 川谷修士（2丁拳銃） 佐々木健介 野々村友紀子 北斗晶                                                                               | 関太（タイムマシーン3号） 本並健治 丸山桂里奈 |                                 |                           | 5分拡大（20:55 - 22:00） |
| 8  | 06月23日 | 芸能人太っ腹ダービー 値段が伏せられた人気スーパーで ピッタリ5千円買い物勝負 |                  | 荒川（エルフ） 岡部大（ハナコ） 小木博明（おぎやはぎ） 勝俣州和 神田愛花 近藤春菜（ハリセンボン） 末澤誠也（Aぇ! group）                                | 猪狩蒼弥（KEY TO LIT） おいでやす小田 岡田圭右（ますだおかだ） 松本明子国崎和也（ランジャタイ） JOY 永尾柚乃 信子（ぱーてぃーちゃん） 堀未央奈 森香澄 わたなべ麻衣 |                                 |                           |                          |
| 9  | 07月28日 | カルディの人気商品はどれだ? 芸能人の地元の行列店で一番長いのは? 提供スピードNo.1決定戦! 町中華爆速提供ダービー!                                                                     |                  | 浮所飛貴（ACEes） 小木博明（おぎやはぎ） 生見愛瑠 野々村友紀子 矢田亜希子                                                                               | ギャル曽根 川島如恵留（Travis Japan） 松倉海斗（Travis Japan） |                                 |                           | 2時間SP（20:55 - 22:57） |
| 10 | 08月25日 | 関東で一番住みたい県はどこ? 最も爆買いされている激安ローカルスーパーはどこ? 今すぐうちの県においでよダービー                                                                        | 橋本環奈         | 磯山さやか 小木博明（おぎやはぎ） 関太（タイムマシーン3号） 野々村友紀子 藤田ニコル 山中柔太朗（M!LK）                                                  | 川谷修士（2丁拳銃） 神田愛花 ギャル曽根 平子祐希(アルコ&ピース) |                                 |                           | 2時間SP（20:00 - 22:00） |

## ネット局
| 放送対象地域   | 放送局                    | 系列    | 放送日時           | ネット状況 |
| -------------- | ------------------------- | ------- | ------------------ | ---------- |
| 関東広域圏     | TBSテレビ（TBS）          | TBS系列 | 月曜 21:00 - 22:00 | 制作局     |
| 北海道         | 北海道放送（HBC）         | TBS系列 | 月曜 21:00 - 22:00 | 同時ネット |
| 青森県         | 青森テレビ（ATV）         | TBS系列 | 月曜 21:00 - 22:00 | 同時ネット |
| 岩手県         | IBC岩手放送（IBC）        | TBS系列 | 月曜 21:00 - 22:00 | 同時ネット |
| 宮城県         | 東北放送（tbc）           | TBS系列 | 月曜 21:00 - 22:00 | 同時ネット |
| 山形県         | テレビユー山形（TUY）     | TBS系列 | 月曜 21:00 - 22:00 | 同時ネット |
| 福島県         | テレビユー福島（TUF）     | TBS系列 | 月曜 21:00 - 22:00 | 同時ネット |
| 新潟県         | 新潟放送（BSN）           | TBS系列 | 月曜 21:00 - 22:00 | 同時ネット |
| 長野県         | 信越放送（SBC）           | TBS系列 | 月曜 21:00 - 22:00 | 同時ネット |
| 山梨県         | テレビ山梨（UTY）         | TBS系列 | 月曜 21:00 - 22:00 | 同時ネット |
| 静岡県         | 静岡放送（SBS）           | TBS系列 | 月曜 21:00 - 22:00 | 同時ネット |
| 中京広域圏     | CBCテレビ（CBC）          | TBS系列 | 月曜 21:00 - 22:00 | 同時ネット |
| 富山県         | チューリップテレビ（TUT） | TBS系列 | 月曜 21:00 - 22:00 | 同時ネット |
| 石川県         | 北陸放送（MRO）           | TBS系列 | 月曜 21:00 - 22:00 | 同時ネット |
| 近畿広域圏     | 毎日放送（MBS）           | TBS系列 | 月曜 21:00 - 22:00 | 同時ネット |
| 岡山県・香川県 | RSK山陽放送（RSK）        | TBS系列 | 月曜 21:00 - 22:00 | 同時ネット |
| 鳥取県・島根県 | 山陰放送（BSS）           | TBS系列 | 月曜 21:00 - 22:00 | 同時ネット |
| 広島県         | 中国放送（RCC）           | TBS系列 | 月曜 21:00 - 22:00 | 同時ネット |
| 山口県         | テレビ山口（tys）         | TBS系列 | 月曜 21:00 - 22:00 | 同時ネット |
| 愛媛県         | あいテレビ（itv）         | TBS系列 | 月曜 21:00 - 22:00 | 同時ネット |
| 高知県         | テレビ高知（KUTV）        | TBS系列 | 月曜 21:00 - 22:00 | 同時ネット |
| 福岡県         | RKB毎日放送（RKB）        | TBS系列 | 月曜 21:00 - 22:00 | 同時ネット |
| 長崎県         | 長崎放送（NBC）           | TBS系列 | 月曜 21:00 - 22:00 | 同時ネット |
| 熊本県         | 熊本放送（RKK）           | TBS系列 | 月曜 21:00 - 22:00 | 同時ネット |
| 大分県         | 大分放送（OBS）           | TBS系列 | 月曜 21:00 - 22:00 | 同時ネット |
| 宮崎県         | 宮崎放送（MRT）           | TBS系列 | 月曜 21:00 - 22:00 | 同時ネット |
| 鹿児島県       | 南日本放送（MBC）         | TBS系列 | 月曜 21:00 - 22:00 | 同時ネット |
| 沖縄県         | 琉球放送（RBC）           | TBS系列 | 月曜 21:00 - 22:00 | 同時ネット |

## スタッフ
- ナレーター：中井和哉
- 構成：デーブ八坂、山形遼介、佐々木貴博、清水雄平/堀江利幸
- TM：重地渉（TBSテレビ）
- TP：公文大輔
- TD：坂口良
- CAM：北松拓巳、玉野智美【週替り】
- VE：木野内洋
- MIX：宮田佳奈子
- LD：髙松優
- 編集：中西雅照、神宮寺暁【週替り】
- MA：中務匠
- 音効：星裕介
- 美術プロデューサー：小栗綾介
- 美術デザイナー：松永陽登、樋口愛純（樋口→2025年5月12日-）
- 美術ディレクター：渡邊晴香、保科千晶（保科→2025年7月28日-）
- 大道具装置：坂本進（#2-、#1は装置）
- 大道具操作：上野由貴、多田亜希子（共に#2-、#1は装置操作）
- 電飾：土肥翔太
- 装飾：酒井善弘
- アクリル装飾：森美男
- ヘアメイク：田中智子
- デザイン統括：木村真梨子
- デザイナー：郡司毬子
- イラスト：テクノカットスタジオ
- CG：前川恭平
- 制作協力：ROFL、WALA、ゲンカイエンターテインメント、IVSテレビ制作
- 技術協力：ReveL、RenDign、Move on★
- 宣伝：松葉かれん・白井可奈子（共にTBSテレビ）
- 編成：高柳健人（TBSテレビ、2025年7月28日-、2025年6月までは担当プロデューサー）
- デスク：堀江知里
- TK：五味真琴
- AD：赤間翔（ROFL）、加藤涼葉【毎週】／井戸田絵里加、鈴木遥香、但馬清真、大屋琴美、髙見聡輝・荻巣和也・村松あみ・今村真楓・田中温人・荒井友梨（IVSテレビ制作）、伊藤尚、三木友騎、横山奈々、内山流歌、三國理子【週替り】
- AP：中村都（ROFL）、高見良（TBSテレビ）、久川奈緒子（TBS SPARKLE）、諏訪拓朗（ボトム）【毎週】／山口莉那・小川瑞稀（ROFL）、常深志乃、杉山剛・山川彩夏（IVSテレビ制作）【週替り】
- FD：新井孝輔（Platform,Inc.）
- ディレクター：高橋立志・蒲田涼・芝内竜成・仲埜光裕・築舘健太（ROFL）、加藤雄一朗・五十嵐莉子（TBSテレビ、五十嵐→以前はAD）、津宏典、狩野紀明、榮森輝之、岡部時子・石鉢智也・田中文香・青木香澄・坂口英雄・原口拓実（IVSテレビ制作）、藤澤貴之、入月祐斗（VVQ）、吉村涼平【週替り】
- 担当プロデューサー：福岡隆幸（ROFL）【毎週】、岡本計（てっぱん）、西原信行（Nobs）、渡邉正人・須山由佳子（IVSテレビ制作）、原田里美（ROFL）【週替り】
- チーフディレクター：横山健一（スクイズ）、青木章浩（VVQ）、渡部一貴・中村優介（IVSテレビ制作）、大樂和也、生駒真也・小田清仁（ROFL）【週替り】
- プロデューサー：伊藤隆大・上田淳也（TBSテレビ、上田→2025年7月28日-）
- 演出：柳沢光一郎（TBSテレビ）
- 制作：TBSテレビコンテンツ制作局バラエティ制作1部
- 製作著作：TBS

### 過去のスタッフ
- 美術ディレクター：小室芽生（2025年5月5日まで）
- 編成：河本恭平（TBSテレビ、2025年6月まで）
- 制作プロデューサー：大木真太郎（TBSテレビ、2025年6月まで）